# Wakkere wereld
De Wakkere wereld was een Nederlands radioprogramma op Radio 3 dat van 1987 tot en met eind december 1991 door de KRO werd uitgezonden op zondagmorgen van 10:00 tot 12:00 uur. Het werd gepresenteerd door Jeanne Kooijmans en was de opvolger van het Egmondcomplex dat tot die tijd op hetzelfde tijdstip werd uitgezonden en werd gepresenteerd door Anne van Egmond.
In het programma, dat over het algemeen voor de zondagochtend wat rustigere muziek draaide dan later op de dag, was elke week een bekende of minder bekende Nederlander te gast met wie Jeanne tussen de muziek door in gesprek ging over zijn/haar belevenissen, mening en zondagochtendgevoel. En elk uur werd de hittip speciale aanbieding gedraaid.
Doordat de AKN omroepen (AVRO, KRO en NCRV) onder de naam Station 3 vanaf zaterdag 4 januari 1992  elke zaterdag, zondag en maandag horizontale programma's gingen maken op Radio 3, verdween het programma. Per maandag 5 oktober 1992 werd de algehele vernieuwde horizontale programmering ingevoerd op het vanaf dan vernieuwde Radio 3. De vaste uitzenddag zondag van de KRO werd vanaf zondag 4 oktober 1992 toebedeeld aan de TROS.  Kooijmans presenteerde voortaan elke werkdag tussen 6:00 en 9:00 uur samen met Peter van Bruggen het nieuwe Radio 3 ochtendprogramma The Breakfast Club. Het programma zou uiteindelijk op 31 december 1997 van de zender verdwijnen en werd per 1 januari 1998 opgevolgd door Evers staat op.  